# Summa potestas
Summa potestas est une expression latine signifiant « somme ou totalité du pouvoir ». Il se réfère à l'autorité finale du pouvoir au gouvernement, comme le pouvoir du souverain.

## Analyse de la locution
La notion de « summa potestas » a été étudiée et analysée par le philosophe anglais Thomas Hobbes, notamment dans son ouvrage majeur, Léviathan. 